# Otto Rossow
Otto Franz Rossow (* 1868 in New York City, USA; † nach 1927) war ein US-amerikanischer Genre- und Porträtmaler deutscher Herkunft.

## Leben
Otto Franz Rossow wurde als Sohn von Otto Rossow (* 1835 in Deutschland) und Louisa Rossow (* 1849 in Deutschland) in New York geboren.
Seine Eltern verließen mit ihm New York am 26. Mai 1881. Das Postdampfschiff „Wieland“, mit dem sie abreisten, hatte Hamburg als Ziel.
Er schrieb sich am 28. April 1890 mit 21 Jahren an der Akademie der Bildenden Künste München ein und war anfangs Schüler von Johann Caspar Herterich. 1895 war er Student der Kunstakademie Dresden.
In den folgenden Jahren lebte er in Dresden, war Mitglied der Allgemeinen Deutschen Kunstgenossenschaft/Dresdner Kunstgenossenschaft und des Sächsischen Kunstvereins.

## Ausstellungen (Auswahl)
- Dreiunddreissigste große Kunstausstellung Bremen, 16. Februar – 15. April 1902[9]
- Internationale Kunstausstellung Bremen, Mitte Februar bis Mitte April 1906[10]
- Große Kunstausstellung Dresden, 1908[11]
- Große Berliner Kunstausstellung, 11. Mai – 27. September 1914[12]
- Internationale Kunstausstellung Dresden, Juni – September 1926
- Deutsche Theater-Ausstellung Magdeburg, 1927[13]

## Bilder (Auswahl)
- Russisches Cabarett „Blauer Vogel“
- Alter Bettler mit Spazierstock
- Porträt eines holländischen Mädchens
- Capelle/Capri[14]